# Языковка (Аткарский район)
Языковка — село в Аткарском районе Саратовской области России. Входит в состав Ершовского муниципального образования. 

## География
Село находится в пределах Приволжской возвышенности, в степной зоне, на правом берегу реки Идолга, на расстоянии примерно 24 км (по прямой) к юго-востоку от города Аткарск, административного центра района. Абсолютная высота — 161 м над уровнем моря.
Климат
Климат характеризуется как умеренно континентальный с холодной малоснежной зимой и жарким сухим летом. Средняя многолетняя температура самого холодного месяца (января) составляет −12,1 — −12,6°С, температура самого тёплого (июля) 20,8 — 21,4°С. Среднегодовое количество атмосферных осадков — 375—450 мм. Снежный покров держится в среднем 130—135 дней в году.
Часовой пояс
Село Языковка, как и вся Саратовская область, находится в часовой зоне МСК+1. Смещение применяемого времени относительно UTC составляет +4:00.

## Население
| 2002 | 2010 |
| ---- | ---- |
| 188  | ↘185 |

Гендерный состав
По данным Всероссийской переписи населения 2010 года, в гендерной структуре населения мужчины составляли 44,3 %, женщины — соответственно 55,7 %.
Национальный состав
Согласно результатам переписи 2002 года, в национальной структуре населения русские составляли 74 % из 188 чел.